# Хьорбю (община)
Община Хьорбю (на шведски: Hörby kommun) е разположена в лен Сконе, югоизточна Швеция с обща площ 435 km2 и население 14 917 души (към 31 декември 2013). Административен център на община Хьорбю е едноименния град Хьорбю.